# Hans Bayer
Hans Bayer (9 de outubro de 1915 - 29 de maio de 1974) foi um oficial alemão que serviu durante a Segunda Guerra Mundial. Foi condecorado com a Cruz de Cavaleiro da Cruz de Ferro.

## Condecorações
| Cruz de Ferro 2ª Classe                              |
| Cruz de Ferro 1ª Classe                              |
| Cruz de Cavaleiro da Cruz de Ferro 1 de maio de 1945 |